# Tour della nazionale maschile di rugby a 15 dell'Australia 1984
Nel 1984 la Nazionale australiana di rugby a 15 fu impegnata in tour a Figi e nelle Isole Britanniche.
La prima parte del tour si svolse a Figi e previde un test match contro la locale Nazionale e due incontri contro selezioni non rappresentative.
Il breve tour servì a preparare l'Australia ai tre incontri di luglio in cui fu impegnata in casa contro la Nuova Zelanda e al più impegnativo viaggio in Europa di novembre-dicembre, in cui gli Wallabies furono impegnati contro le quattro Nazionali delle Isole Britanniche.
In tale tour europeo l'Australia conseguì il suo primo Grande Slam, vincendo in sequenza contro Inghilterra, Irlanda, Galles e Scozia, subendo una sola meta, dal Galles.

## Figi

### Test match
| Suva 9 giugno 1984                                                                    | Figi      | 3 – 16                    | Australia |  |
| \| \| \| \| \| mete: trasf.: c.p.: Drop: \| Marcatori \| mete: trasf.: c.p.: Drop: \| |           |                           |           |  |
|                                                                                       |           |                           |           |  |
| mete: trasf.: c.p.: Drop:                                                             | Marcatori | mete: trasf.: c.p.: Drop: |           |  |

### Altri incontri
| Suva 2 giugno 1984 | Eastern XV | 4 – 19 | Australia XV |  |

| Lautoka 5 giugno 1984 | Western XV | 4 – 15 | Australia XV |  |

## Europa

### Test match
| Arbitro: | Bob Francis |

|          |      |                        |
|          | mt   | Ella, Lynagh, Poidevin |
|          | tr   | Lynagh 2               |
| Barnes 2 | c.p. | Lynagh                 |

| Arbitro: | Bob Francis |

|           |      |                |
|           | mt   | Ella           |
| Kiernan 3 | c.p. | Lynagh         |
|           | drop | Ella 2, Lynagh |

| Arbitro: | Doyle |

|        |      |                               |
| Bishop | mt   | Ella, Lawton, Lynagh, Tuynman |
| Wyatt  | tr   | Gould 3                       |
| Wyatt  | c.p. | Gould 2                       |

| Arbitro: | Hilditch |

|        |      |                             |
|        | mt   | Campese 2, Ella, Farr-Jones |
|        | tr   | Lynagh 3                    |
| Dods 4 | c.p. | Lynagh 5                    |

### Altri incontri
| Londra 17 ottobre 1984 | London Division | 3 – 22 | Australia XV | Twickenham Stadium |

| Exeter 20 ottobre 1984 | South & South West | 12 – 12 | Australia XV |  |

| Cardiff 24 ottobre 1984 | Cardiff RFC | 16 – 12 | Australia XV | National Stadium |

| Aldershot 27 ottobre 1984 | Combined Services | 9 – 44 | Australia XV |  |

| Swansea 30 ottobre 1984 | Swansea | 7 – 17 | Australia XV | St. Helen's |

| Leicester 3 novembre 1984 | Midlands | 18 – 21 | Australia XV | Welford Road |

| Belfast 14 novembre 1984 | Ulster | 15 – 13 | Australia XV | Ravenhill |

| Limerick 17 novembre 1984 | Munster | 19 – 31 | Australia XV |  |

| Llanelli 20 novembre 1984 | Llanelli | 19 – 16 | Australia XV | Stradey Park |

| Waterloo 28 novembre 1984 | Northern Division | 12 – 19 | Australia XV |  |

| Hawick 1º dicembre 1984 | South of Scotland | 9 – 6 | Australia XV |  |

| Glasgow 4 dicembre 1984 | Glasgow | 12 – 26 | Australia XV |  |

| Pontypool 12 dicembre 1984 | Pontypool | 18 – 24 | Australia XV |  |

| Cardiff 15 dicembre 1984 | Barbarians | 30 – 37 | Australia XV | National Stadium |